# What If We
What If We – utwór maltańskiej wokalistki Chiary napisany przez Marca Paelincka i	Gregory'ego Bilsena, nagrany oraz wydany w 2009 roku.
W 2009 roku singiel został zakwalifikowany przez krajowego nadawcę publicznego Public Broadcasting Service (PBS) do stawki półfinałowej maltańskich eliminacji Song for Europe 2009 jako jedna z 48 piosenek. Przed rozegraniem pierwszych etapów półfinałowych selekcji utwór był głównym faworytem fanów do zwycięstwa. W styczniu został zaprezentowany w przedostatnim, siódmym półfinale eliminacji i zakwalifikował się do finału widowiska. Na początku lutego wygrał koncert finałowy z wynikiem 129 punktów w pierwszej rundzie oraz największą liczbą 12 249 głosów telewidzów w drugim, decydującym etapie, w którym zmierzył się za dwiema innymi propozycjami, zostając tym samym kompozycją reprezentującą Maltę podczas 54. Konkursu Piosenki Eurowizji w 2009 roku. Była to także trzecia konkursowa piosenka w karierze Chiary.
Utwór został zaprezentowany w pierwszym koncercie półfinałowym Konkursu Piosenki Eurowizji organizowanym w Moskwie, zakwalifikował się do finału z szóstego miejsca. W sobotnim finale imprezy, który odbył się 16 maja, piosenka zajęła ostatecznie 22. miejsce w końcowej klasyfikacji, zdobywając łącznie 31 punktów. 
W 2009 roku południowoafrykański wokalista Lee Scott nagrał swoją wersję singla w języku afrikaans – „Vandag”.

## Lista utworów
CD Maxi-Single
1. „What If We”
2. „What If We” (Dance Version)